# Basalt (Idaho)
Basalt es una ciudad ubicada en el condado de Bingham en el estado estadounidense de Idaho. En el año 2010 tenía una población de 394 habitantes y una densidad poblacional de 562,86 personas por km².

## Geografía
Basalt se encuentra ubicado en las coordenadas 43°18′51″N 112°9′49″O / 43.31417, -112.16361. Según la Oficina del Censo, la localidad tiene un área total de 2 km² (0,8 mi²), de la cual 2 km² (0,8 mi²) es tierra y 0 km² (0 mi²) (0.0%) es agua.

## Demografía
En el 2000 la renta per cápita promedia del hogar era de $36,719, y el ingreso promedio para una familia era de $38,542. En 2000 los hombres tenían un ingreso per cápita de $28,750 contra $21,250 para las mujeres. El ingreso per cápita para la localidad era de $13,185. Alrededor del 10.9% de la población estaba bajo el umbral de pobreza nacional.